# Malaltia de McArdle
La malaltia de Mc Ardle o glicogenosi tipus 5, també coneguda per les sigles en anglès GSD (Glycogen storage disease) type V, és una malaltia del metabolisme en concret de l'emmagatzematge del glicogen. És causada per una deficiència de l'enzim miofosforilasa. És la malaltia més comuna entre els diversos tipus d'afeccions per emmagatzemament de glicogen tot i així és poc freqüent i és considerada una malaltia rara estadísticament amb un cas entre 100.000 persones.
Es va informar d'aquesta malaltia per primer cop el 1951 per part de doctor Brian McArdle de l'Hospital Guy de Londres, en un individu de 30 anys que experimentava dolor i feblesa després de fer exercici. L'enzim associat a aquesta deficiència va ser descobert el 1959.
Gràcies a aquesta malaltia, se sap que el mite que els cruiximents musculars són cristalls d'àcid làctic que punxen al múscul és erroni, ja que s'ha vist com en persones amb la malaltia de McArdle, incapaços de produir àcid làctic, també patien dolor muscular d'origen retardat al practicar esport.

## Símptomes
Els símptomes inclouen intolerància a l'exercici físic amb miàlgia, fatigar-se aviat, feblesa i presència de la mioglobina en l'orina. Pot haver danys seriosos en els músculs o trencament de les cèl·lules musculars.

## Tractament
La vitamina B6 per via oral sembla donar més resistència a la fatiga. No hi ha una teràpia específica però la combinació d'exercici aeròbic i dieta alta en proteïna pot ajudar. Alguns pacients coneixent els seus límits en l'exercici, poden fer una vida força normal. Actualment es recomana un tractament amb sacarosa abans de l'exercici.